# Fruits dans une coupe d'albâtre
Fruits dans une coupe d'albâtre est un tableau réalisé par le peintre français Antoine Berjon en 1817.
Le tableau est conservé au musée des Beaux-Arts de Lyon.

## Expositions
- Salon de 1817 au Musée royal des arts, Paris[1], en même temps que quatre autres tableaux, dont le Bouquet de lis et de roses dans une corbeille posée sur une chiffonnière, peint en 1814, conservé depuis 1974 dans les collections du département des peintures du musée du Louvre.